# 4 Dywizjon Artylerii Rakietowej
4 dywizjon artylerii rakietowej (4 dar) – pododdział artylerii rakietowej Wojska Polskiego.

## Historia

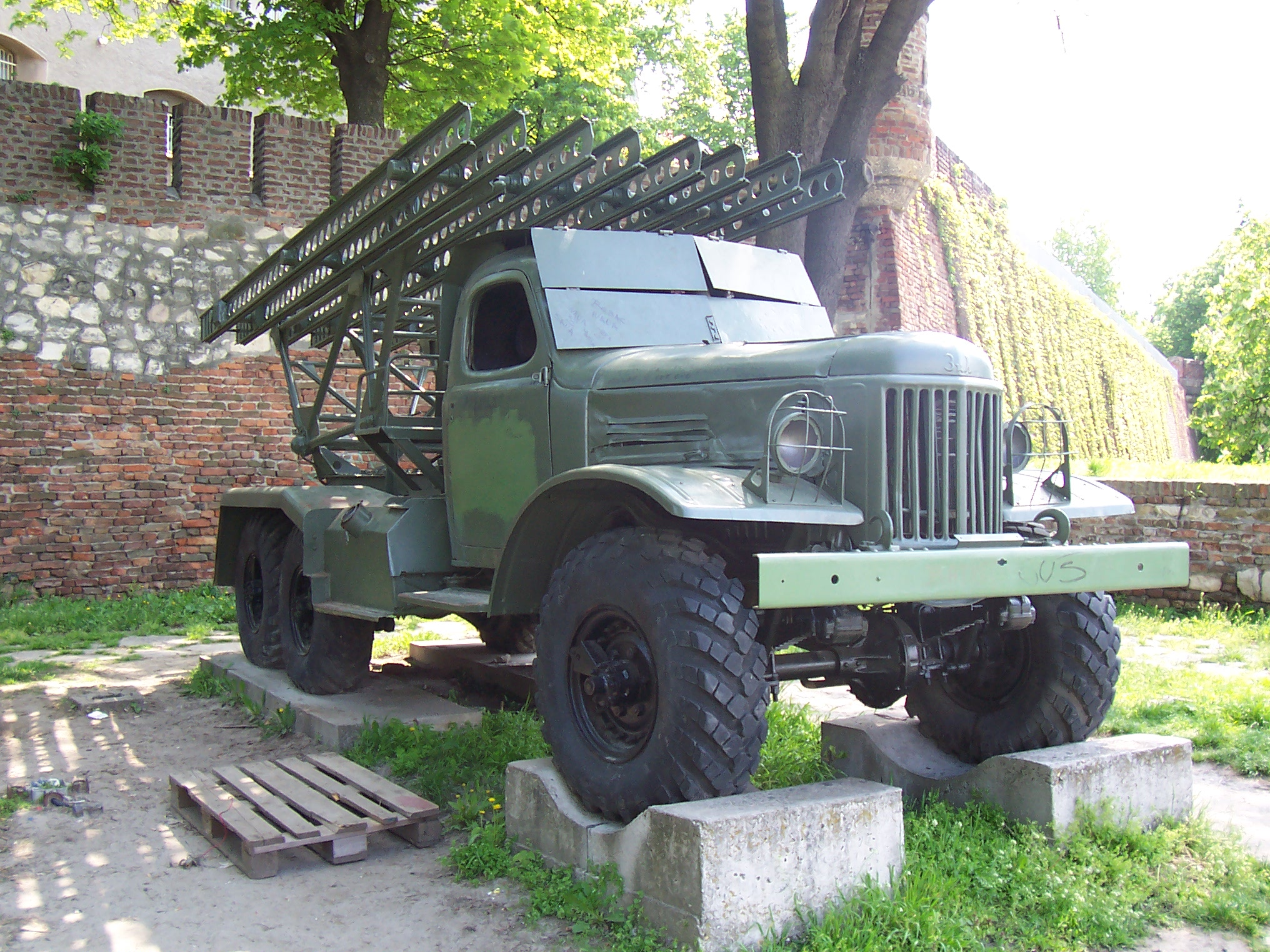
BM-13 na ZiS-151

Dywizjon został sformowany latem 1951 roku, w garnizonie Malbork, w składzie 16 Dywizji Pancernej, według etatu Nr 5/88 o stanie 197 żołnierzy i 3 pracowników cywilnych. Na uzbrojeniu jednostki znajdowały się wyrzutnie rakiet BM-13 na podwoziu samochodów ZiS-151. W 1960 dywizjon został przezbrojony w wyrzutnie rakiet BM-14. W 1963 roku jednostka została przeformowana w 4 dywizjon rakiet taktycznych i przezbrojona w wyrzutnie rakiet taktycznych 2P16 wchodzące w skład zestawu 2K6 Luna.